# مجمع عمومی فوق‌العاده
مجمع عمومی فوق‌العاده (به انگلیسی: extraordinary general meeting) به اجتماع اعضای هیئت مدیره و سهام‌داران اصلی یک شرکت، که دارای اختیارات ویژه و خاصی می‌باشند، اطلاق می‌گردد، که با هدفی خاص مانند تغییر اساسنامه یا انحلال شرکت انجام شده باشد.
مجمع عمومی عادی (به انگلیسی: annual general meeting) جلسه‌ای است، که باید سالی یک بار، در مواقعی که در اساسنامه پیش بینی شده است، برای رسیدگی به ترازنامه و صورت سود و زیان سال مالی قبل و صورت دارایی و مطالبات شرکت و صورتحساب دوره عملکرد سالیانه شرکت و رسیدگی به گزارش مدیران، اعضای هیئت مدیره بازرسان و سایر امور مربوط به حساب‌های سال مالی تشکیل شود.